# 1943 w Wojsku Polskim
Kalendarium Wojska Polskiego 1943 – wydarzenia w Wojsku Polskim w roku 1943.

## 1943
Polskie lotnictwo myśliwskie w Wielkiej Brytanii i Afryce zestrzeliło 113 samolotów niemieckich na pewno, 42 prawdopodobnie.
Polska Eskadra 1586, która wchodziła w skład 334 Skrzydła RAF Specjalnego Przeznaczenia, wykonała od 1 kwietnia do końca roku 27 lotów do Polski i 108 do innych krajów.
Grupa Wywiadu Lotniczego Armii Krajowej z inż. Antonim Kocjanem na czele uzyskała i przesłała do Londynu wiadomości o doświadczeniach z niemiecką bronią tzw. odwetową, pociskami V-l i V-2.

## Styczeń
1 stycznia

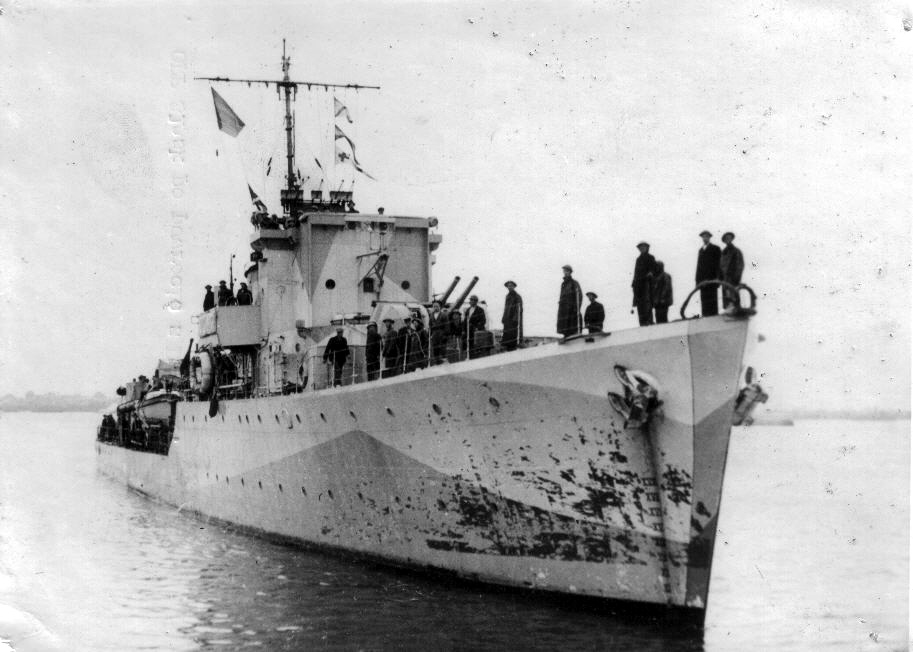
ORP Ślązak

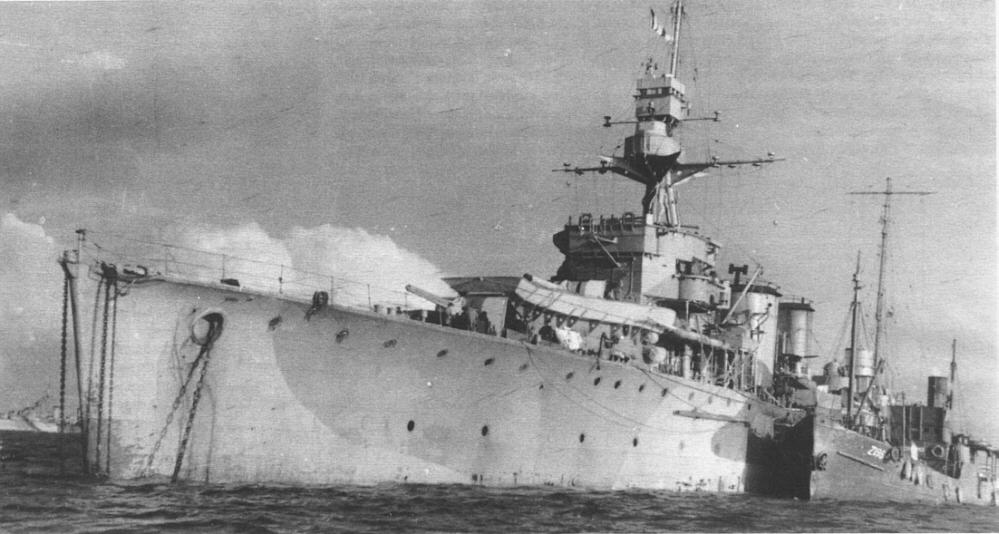
ORP Dragon

- ORP „Ślązak” dowodził osłoną (Senior Officer - SO) konwoju wychodzącego z Giblartaru do Plymouth (Wielka Brytania).

2 stycznia
- Rozpoczął się remont ORP „Krakowiak” w stoczni HMNB Devonport (zakończenie 1 lutego 1943).

9 stycznia
- Konwój dowodzony przez ORP „Ślązak” wszedł do portu Plymouth (Wielka Brytania).

15 stycznia
- Podniesienie bandery na krążowniku ORP „Dragon”.

## Luty
1–2 lutego
- Żołnierze Batalionów Chłopskich pod Zaborecznem stoczyli zwycięską bitwę z oddziałami niemieckimi[2][3].

5 lutego
- W polskiej Stacji Northolt (Wielka Brytania) sformowano polską Eskadrę Myśliwską (Polski Zespół Myśliwski), złożoną z 16 doświadczonych pilotów z różnych dywizjonów, a przeznaczoną do walk na froncie w Afryce Północnej w ramach lotnictwa 8 Armii Brytyjskiej; dowódca kpt. pil. Stanisław Skalski[1].

22 lutego
- Minister obrony narodowej generał dywizji Marian Kukiel z dniem 18 lutego zwolnił p. Zofię Leśniowską, na jej prośbę, ze stanowiska komendantki głównej Pomocniczej Służby Wojskowej Kobiet i powierzył p. Marii Leśniakowej tymczasowo pełnienie funkcji komendantki głównej PSWK[4].

## Marzec
17 marca
- Polski Zespół Myśliwski jako Eskadra C 145 Dywizjonu RAF osiągnął w Bu Grara (Tunezja) gotowość bojową[1].

20 marca
- Na lotnisku w Detling (Wielka Brytania) sformowano 318 Dywizjon Myśliwsko-Rozpoznawczy „Gdański”, pierwszy dowódca ppłk pil. Adam Wojtyga[1].

26 marca
- W Warszawie Grupy Szturmowe „Szarych Szeregów” odbiły 21 więźniów Pawiaka → Akcja pod Arsenałem[3]}.

28 marca
- Polski Zespół Myśliwski odniósł pierwsze zwycięskie walki pod niebem Tunezji; kpt. pil. Stanisław Skalski i por. pil. Eugeniusz Horbaczewski zestrzelili po jednym samolocie niemieckim Ju-88[1].

30 marca

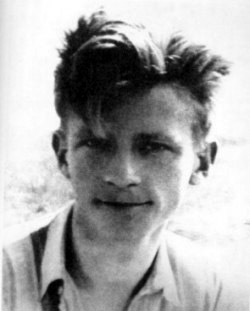
Jan Bytnar

- W Warszawie zmarł podharcmistrz Jan Bytnar ps. „Rudy”.

31 marca
- 301 Dywizjon Bombowy został przeformowany w Polską Eskadrę do Zadań Specjalnych przy brytyjskim 138 Dywizjonie pod dowództwem majora nawigatora Stanisława Króla[1].

## Kwiecień
Dywizjony bombowe 300 i 305 otrzymały nowe samoloty Vickers Wellington Mk X
16 kwietnia
- W Peebles utworzono Wyższą Szkołę Lotniczą przy Wyższej Szkole Wojennej[1].

17 kwietnia
- Dowódca Artylerii Przeciwlotniczej (ang. Commander in Chief of Anti-Aircraft Command), generał Frederick Alfred Pile przesłał na ręce Naczelnego Wodza podziękowanie dla 1 Polskiej Ciężkiej Baterii Przeciwlotniczej kapitana Józefa Maliszewskiego „za oddane świetne usługi i za wielką pomoc jaką jego Bateria okazała w obronie Szkocji”. Pismo zostało wystosowane w związku z odejściem Baterii 20 kwietnia spod Dowództwa Artylerii Przeciwlotniczej. Generał Pile zwrócił się do generała Sikorskiego z prośbą o wręczenie kapitanowi Maliszewskiemu i wskazanemu szeregowemu Świadectwa za Dobrą Służbę (ang. Certificate of Meritorious Service)[5].

22 kwietnia
- Komendant Wołyńskiego Okręgu AK wydał rozkaz o tworzeniu oddziałów samoobrony w związku z mordami popełnianymi przez Ukraińców na ludności polskiej[6]. → Rzeź wołyńska i Polska samoobrona na Wołyniu

28 kwietnia
- Komenda Główna Armii Krajowej odrzuciła propozycję współpracy z komunistami, wysuniętą przez PPR podczas rozmów w lutym 1943[6].

## Maj
3 maja
- Opublikowano w Londynie komunikat o stanie liczebnym armii polskiej w Wielkiej Brytanii: 100 tys. żołnierzy, 12 tys. lotników, 3 tys. marynarzy[3]}.

6 maja
- Rada Komisarzy Ludowych ZSRR wydała uchwałę w sprawie wyrażenia zgody na utworzenie 1 Polskiej Dywizji Piechoty im. Tadeusza Kościuszki[7].

14 maja
- Pułkownik dyplomowany Zygmunt Berling przybył do Sielc nad Oką i objął dowództwo 1 Polskiej Dywizji Piechoty im. Tadeusza Kościuszki[7].
- Sformowano 1 dywizjon artylerii przeciwpancernej (późniejszy 1 dywizjon artylerii pancernej).
- ORP „Dzik” pod Crotone zatopił włoski tankowiec[3]}.

15 maja
- W obozie biełomuckim pod Sielcami rozpoczęto formowanie 1 pułku czołgów.

16 maja
- Major Włodzimierz Sokorski objął obowiązki zastępcy dowódcy 1 Dywizji Piechoty do spraw oświatowych[7].

17 maja
- Dowództwo Okręgu Lwów AK wydało rozkaz w sprawie organizowania placówek samoobrony przeciwko atakom ukraińskim. Przedstawiciele Komenda Obszaru Lwowskiego AK rozpoczęli rozmowy z kierownictwem OUN[6].

19 maja
- ORP „Ślązak” wziął udział w konwoju z Greenock (Szkocja) do Gibraltaru (Wielka Brytania) (dojście 25 maja 1943).

20 maja
- Polski Zespół Myśliwski został przebazowany na lotnisko Ben Gardane położone w Zatoce Kabiskiej.

21 maja
- Pułkownik Bolesław Kieniewicz objął obowiązki zastępcy dowódcy 1 Polskiej Dywizji Piechoty im. Tadeusza Kościuszki do spraw liniowych[7].

27 maja
- Pułkownik Antoni Siwicki objął obowiązki szefa sztabu 1 Polskiej Dywizji Piechoty im. Tadeusza Kościuszki[7].

30 maja
- W skład Armii Krajowej zostały wcielone oddziały taktyczne Batalionów Chłopskich[6].

## Czerwiec
9–10 czerwca
- W Moskwie odbył się I Zjazd Związku Patriotów Polskich[7][3]}.

10 czerwca

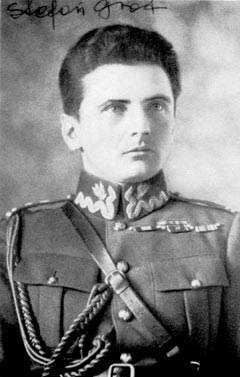
gen. Stefan Rowecki

- Komenda Główna Batalionów Chłopskich wydała tajny rozkaz o niepodporządkowywaniu swoich oddziałów terytorialnych[6].

12 czerwca
- w obozie sieleckim ukazał się pierwszy numer „Żołnierza Wolności”[7].

18 czerwca
- Kadra Polski Niepodległej podporządkowała się Armii Krajowej[6].

19 czerwca
- Polski Oddział Partyzancki z Ośrodka AK Stołpce zdobył miasteczko Iwieniec w powiecie wołożyńskim i rozbił tamtejszy garnizon niemiecki. Wydarzenia te przeszły do historii jako powstanie iwienieckie[8].

23 czerwca
- Naczelny Wódz nakazał dowódcy Armii Krajowej ograniczenie akcji odwetowych wobec Ukraińców do samoobrony[6].

29 czerwca
- Na lotnisku Perranporth utworzono 3 Polskie Skrzydło Myśliwskie pod dowództwem majora pilota Waleriana Żaka[1].

30 czerwca
- W Warszawie Gestapo aresztowało Komendanta Głównego Armii Krajowej, generała dywizji Stefana Roweckiego „Grota”[3]}.

## Lipiec
4 lipca

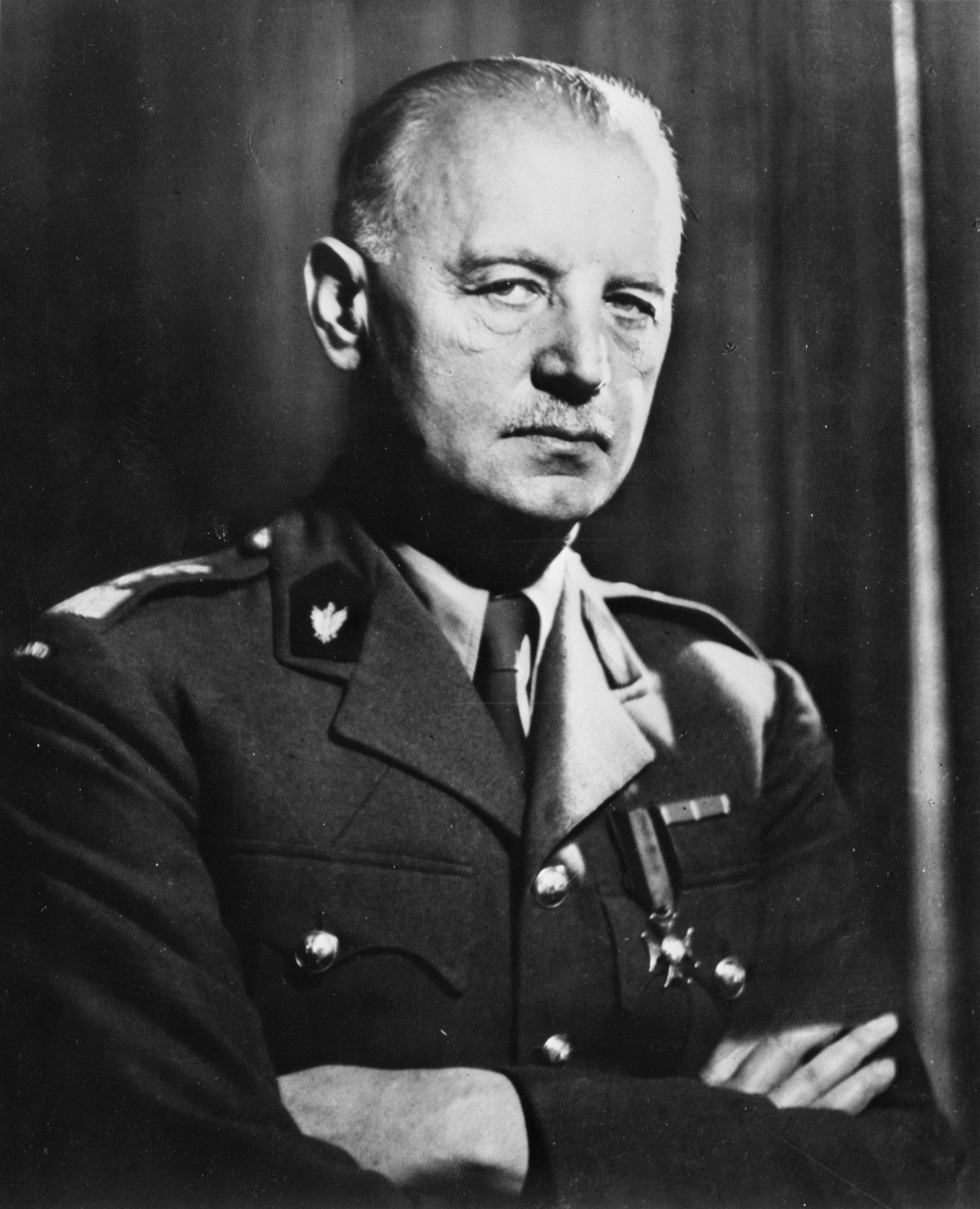
gen. Władysław Sikorski

- W Gibraltarze zginął Prezes Rady Ministrów i Wódz Naczelny generał broni Władysław Sikorski[1] → Katastrofa lotnicza w Gibraltarze[3]}.

6 lipca
- Komendant główny Armii Krajowej wydał rozkaz nr 165 „Organizacja Kierownictwa Walki Podziemnej”[6].

7 lipca
- Dowódca 1 Polskiej Dywizji Piechoty im. Tadeusza Kościuszki pułkownik dyplomowany Zygmunt Berling wydał rozkaz dzienny Nr 43 o formowaniu nowych jednostek:

Zapasowego Pułku Piechoty
Samodzielnego Przeciwlotniczego Dywizjonu Artylerii RGK
Plutonu Sztabowego Dowództwa Artylerii Dywizji
1 samodzielnej myśliwskiej eskadry lotniczej.
8 lipca
- Prezydent RP Władysław Raczkiewicz mianował generała broni Kazimierza Sosnkowskiego Naczelnym Wodzem Sił Zbrojnych[10][3]}. → Naczelny Wódz

15 lipca
- W rocznicę bitwy pod Grunwaldem odbyła się przysięga żołnierzy 1 Polskiej Dywizji Piechoty im. Tadeusza Kościuszki[7][3]}.

- Powołano Kierownictwo Walki Podziemnej.

17 lipca
- Generał brygady Tadeusz Komorowski został komendantem głównym Armii Krajowej[6].

22 lipca
- W Grigoriewskoje (ZSRR) rozpoczęto formowanie 1 Samodzielnej Myśliwskiej Eskadry Lotniczej pod dowództwem kapitana pilota Czesława Kozłowskiego[1].
- Został rozwiązany Polski Zespół Myśliwski.

23 lipca
- Dowódca 1 myśliwskiej eskadry lotniczej wydał rozkaz nr 1 o przystąpieniu do szkolenia lotniczego[7].

24–25 lipca
- Dywizjony bombowe 300 i 305 wzięły udział w nalocie na Hamburg[1] → Operacja Gomora i Nalot dywanowy.

27 lipca
- Komendant główny Armii Krajowej wydał rozkaz do polskich żołnierzy na Węgrzech[6].

## Sierpień
1 sierpnia
- Zorganizowano oddział dywersji bojowej Kedywu Komendy Głównej Armii Krajowej kryptonim „Agat”[6].

9 sierpnia
- Oddział NSZ w lesie koło Borowa pod Kraśnikiem zamordował 26 żołnierzy z oddziału GL im. J. Kilińskiego[3]} → Mord pod Borowem

10 sierpnia
- Państwowy Komitet Obrony ZSRR wydał postanowienie Nr 3904 o sformowaniu w ZSRR polskiego korpusu (ros. Постановление o сформировании в СССР польского корпуса)[11][3]}.

11 sierpnia
- Rada Komisarzy Ludowych ZSRR „na wniosek Związku Patriotów Polskich i w związku z pomyślnym zakończeniem formowania Dywizji Polskiej im. T. Kościuszki” nadała pułkownikowi Zygmuntowi Berlingowi stopień generała brygady[12] → 1 Korpus Polskich Sił Zbrojnych w ZSRR

17 sierpnia
- W skład Armii Krajowej wcielono Uderzeniowe Bataliony Kadrowe[6].

18 sierpnia
- Generał major Karol Świerczewski przybył do Sielc nad Oką i objął obowiązki na stanowisku zastępcy dowódcy 1 Korpusu PSZ do spraw liniowych[11].

19 sierpnia
- Generał brygady Zygmunt Berling wydał rozkaz organizacyjny Nr 1 dowódcy 1 korpusu ustalający skład i kolejność formowania jednostek korpusu[13] → Ordre de Bataille 1 Korpusu Polskich Sił Zbrojnych w ZSRR
- Piloci 316 Dywizjonu Myśliwskiego zestrzelili w rejonie Amiens 10 samolotów niemieckich[1][3]}.

20 sierpnia
- 1 Samodzielna Myśliwska Eskadra Lotnicza stacjonująca na lotnisku Grigoriewskoje została przeformowana w 1 Pułk Lotnictwa Myśliwskiego pod dowództwem kapitana obserwatora Tadeusza Wicherkiewicza[11][1].

23 sierpnia
- 300 Dywizjon Bombowy wziął udział w bombardowaniu Berlina[1].

## Wrzesień
2 września
- Rozpoczęto formowanie 1 Brygady Artylerii[11].

5 września
- 305 Dywizjon Bombowy został włączony w skład lekkiego lotnictwa bombowego 2 Grupy Bombowej 2 TAF i przezbrojony na samoloty B-25 „Mitchell Mk.II”[1].

10 września
- Przeprowadzono reorganizację Komendy Głównej Armii Krajowej[6] → Struktura organizacyjna AK

20 września
- ORP „Dzik” zatopił kilka statków niemieckich transportujących oddziały z Korsyki[3]}.

21 września
- Nakazano reorganizację 1 Dywizji Pancernej do etatów dywizji pancernej nowego typu; tak zreorganizowana dywizja wzięła udział w walkach na froncie zachodnim.

## Październik
Usamodzielniono polską Eskadrę C do Zadań Specjalnych i nadano jej nazwę 1586 Polish Special Duties Fligld oraz przydzielono ją do 334 Skrzydła RAF Specjalnego Przeznaczenia.
1 października

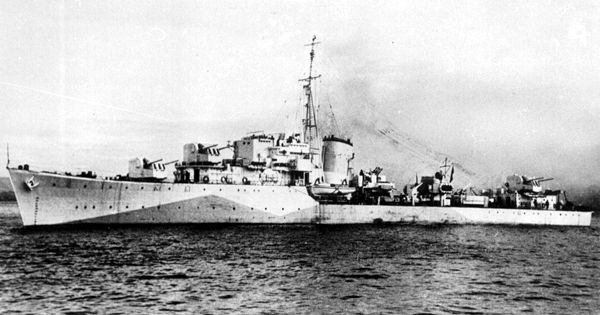
ORP „Orkan”

- Komenda Główna Armii Krajowej przerwała rozmowy scaleniowe z Narodowymi Siłami Zbrojnymi[6].

5 października
- ORP „Sokół” w pobliżu portu Pula zatopił dwa niemieckie statki transportowe[3]}.

6 października
- 1 pułk lotnictwa myśliwskiego otrzymał nazwę „Warszawa”[11][1].

7 października
- W obozie biełomuckim pod Sielcami dowódca 1 Korpusu PSZ w ZSRR wydał rozkaz o formowaniu 1 Warszawskiej Brygady Pancernej im. Bohaterów Westerplatte, a na dowódcę brygady został wyznaczony pułkownik Jan Mierzycan[11].

12 października
- Zginęła Aniela Krzywoń ratując dokumenty operacyjne 1 DP[11].

8 października
- W pobliżu Grenlandii zatonął storpedowany przez U-378 niszczyciel ORP „Orkan”.

12 października
- Początek historycznej bitwy pod Lenino 1 DP im. Tadeusza Kościuszki[11][3]}.
- Przemianowano 10/16 Brygadę Pancerną na 10 Brygadę Kawalerii Pancernej.

15 października
- Komendant główny AK wydał rozkaz w sprawie nadawania oddziałom partyzanckim nazw pułków Wojska Polskiego sprzed 1939 roku[6].

18 października
- Ukazał się rozkaz o utworzeniu samodzielnego batalionu szturmowego pod dowództwem majora Henryka Toruńczyka[11][1].

20 października
- W Grigoriewskoje z wizytą w 1 Pułku Lotnictwa Myśliwskiego „Warszawa” przebywała przewodnicząca Związku Patriotów Polskich w ZSRR Wanda Wasilewska i zastępca dowódcy 1 Korpusu Polskich Sił Zbrojnych gen. bryg. Karol Świerczewski[1].

24 października
- Ukazał się rozkaz zastępcy dowódcy 1 Korpusu PSZ nr 13 ustalający z dniem 1 września 1943 barwy poszczególnych rodzajów wojsk i służb PSZ w ZSRR[11]

26 października
- W Londynie wydano instrukcję dotyczącą opracowania planu „Burza”[6] → Akcja „Burza”.

27 października
- Został wydany rozkaz o utworzeniu oddziałów AK na Węgrzech[6].

## Listopad
1586 Eskadra Specjalnego Przeznaczenia została przebazowana na lotnisko Sidi Amor koło Tunisu.
2 listopada
- Komendant główny Armii Krajowej wydał rozkaz w sprawie zintensyfikowania akcji propagandowej przeciwko komunistom i ZSRR[6].

11 listopada
- W Sielcach nad Oką żołnierze 2 pułku czołgów złożyli przysięgę wojskową[11].

20 listopada
- Komendant główny Armii Krajowej wydał rozkaz do komendantów okręgów w sprawie akcji „Burza”.
- Generał brygady Wojciech Bewziuk objął dowodzenie 1 Dywizją Piechoty im. Tadeusza Kościuszki[11].

26 listopada
- Generał brygady Zygmunt Berling rozkazem specjalnym nr 2 wprowadził w życie Wojskowy Kodeks Postępowania Karnego Polskich Sił Zbrojnych w ZSRR[11]

30 listopada
- Generał brygady Zygmunt Berling i pułkownik Włodzimierz Sokorski zostali odznaczeni Orderem Lenina[11].

## Grudzień
Walki oddziałów Okręgu Nowogródek AK z partyzantką radziecką.
1 grudnia
- Brygady im. Stalina i Frunzego otoczyły obóz Zgrupowania Stołpeckiego AK i rozbroiły 230 partyzantów[6].

13 grudnia
- Stołpecki Oddział AK toczył walki z oddziałem iwanickiego zgrupowania partyzantki radzieckiej[6].

17 grudnia
- Utworzono 1 Brygadę Artylerii im. Józefa Bema[11].

22 grudnia
- 1586 Eskadrę Specjalnego Przeznaczenia przeniesiono na lotnisko Campo Casale koło Brindisi i zwiększono etat eskadry do 10 załóg[1].

28 grudnia
- 3 Wileńska Brygada AK i 6 Brygada AK oczyściła okolice Turgiel z niemieckich i litewskich okupantów → Rzeczpospolita Turgielska[6].

31 grudnia
- 1 pułk lotnictwa myśliwskiego „Warszawa” otrzymał sztandar ufundowany przez Związku Patriotów Polskich[11].